# Dioscorea esculenta
Dioscorea esculenta är en enhjärtbladig växtart som först beskrevs av João de Loureiro, och fick sitt nu gällande namn av Isaac Henry Burkill. Dioscorea esculenta ingår i släktet Dioscorea och familjen Dioscoreaceae. Inga underarter finns listade i Catalogue of Life.

## Bildgalleri

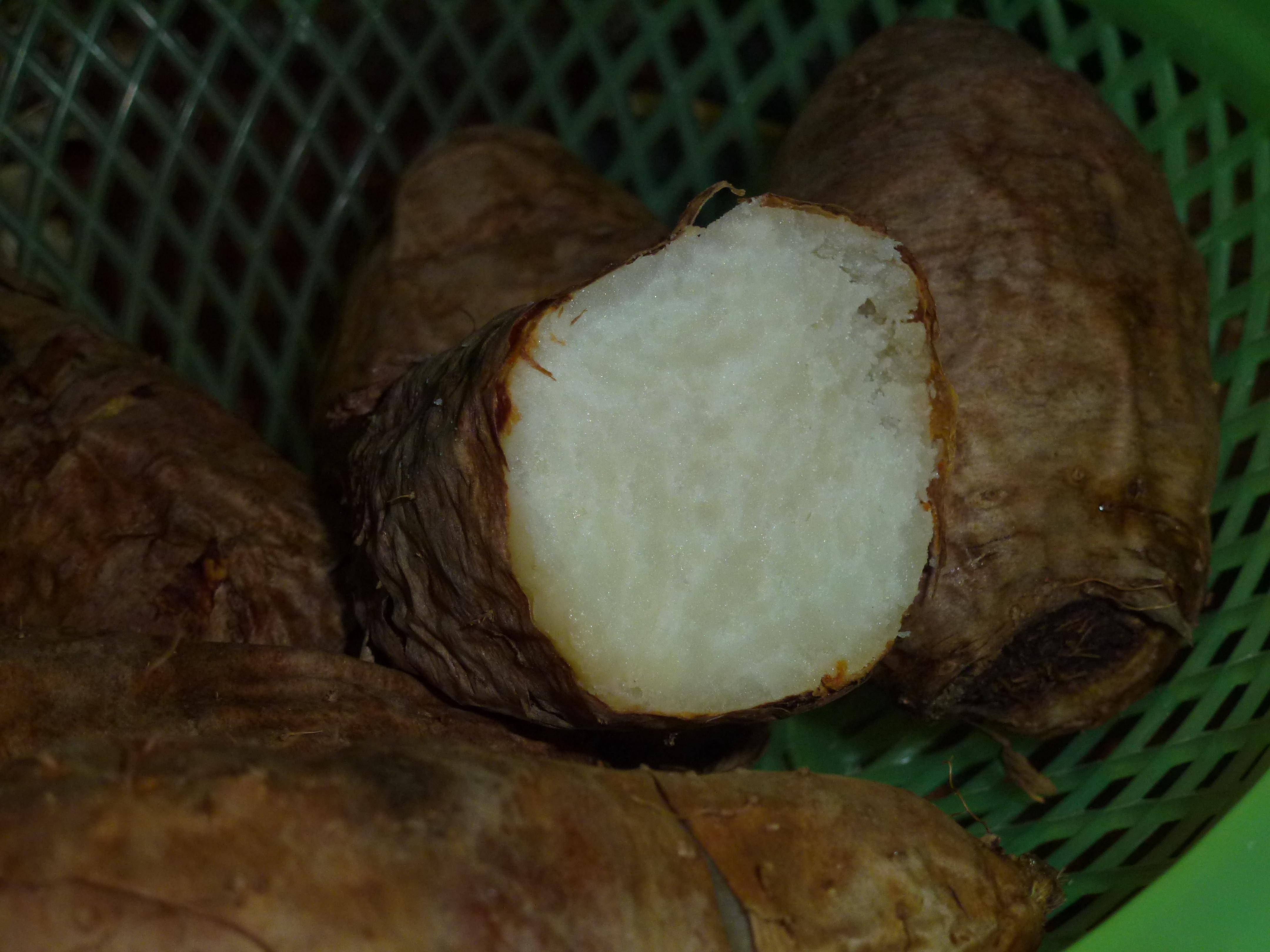
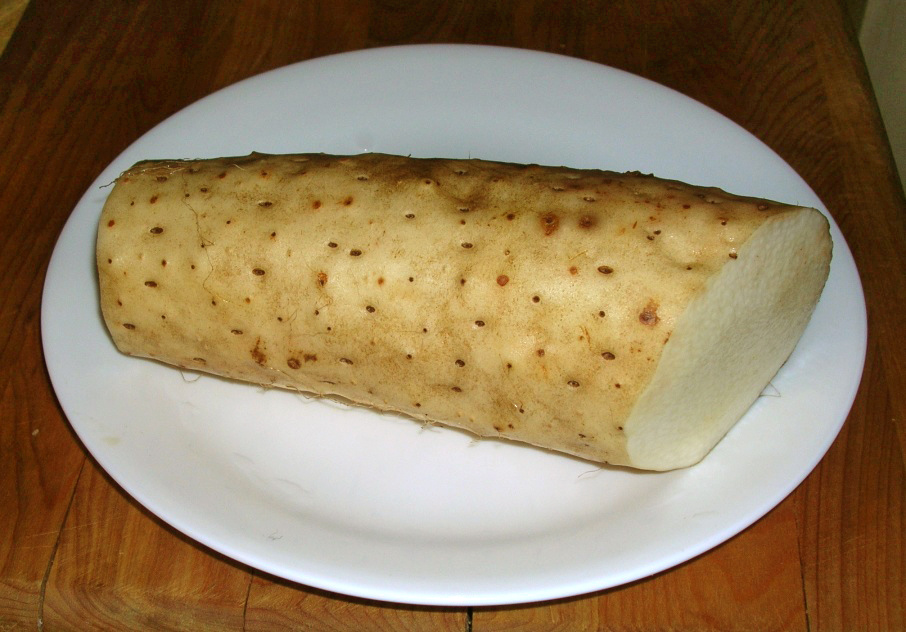
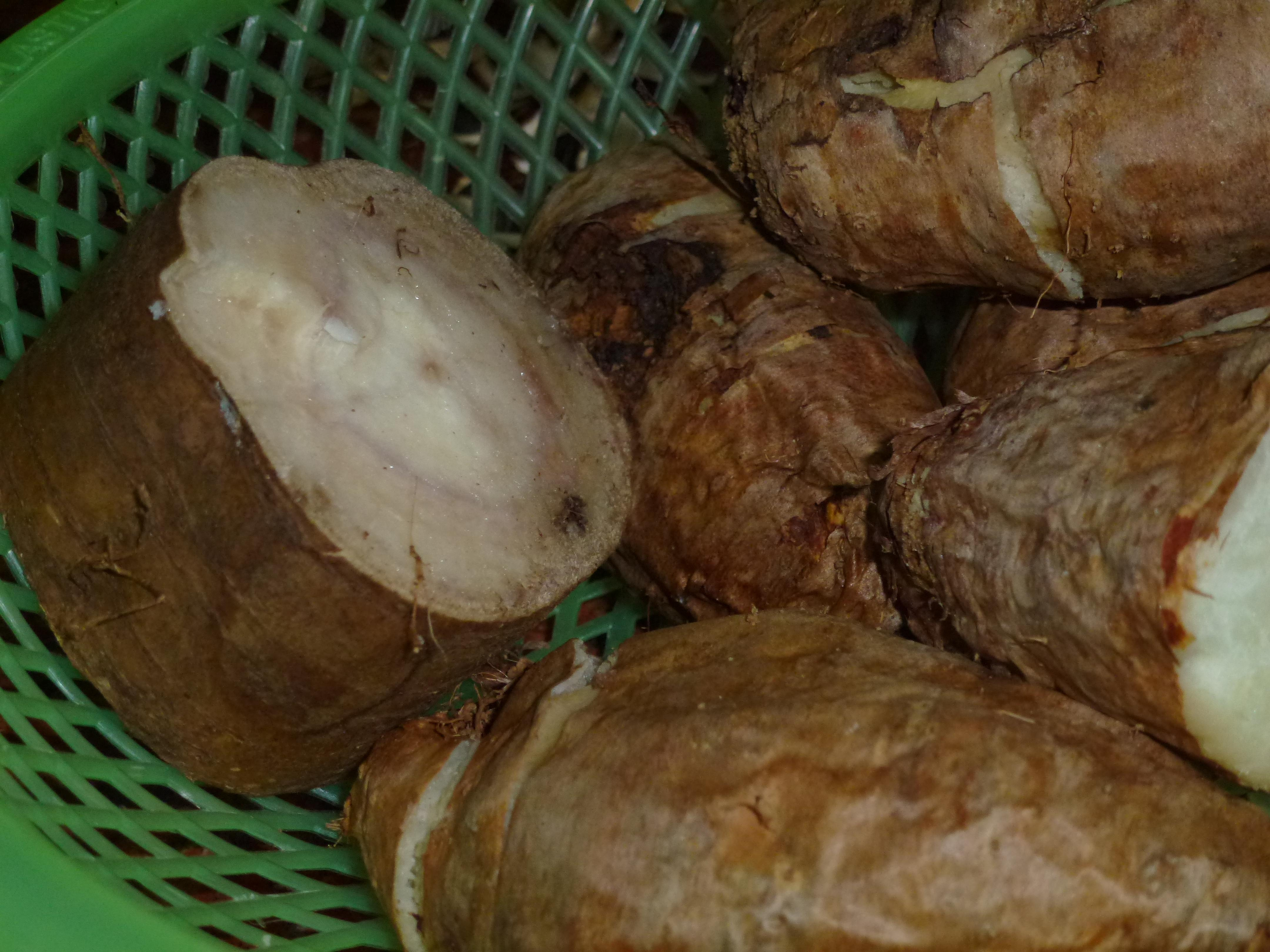
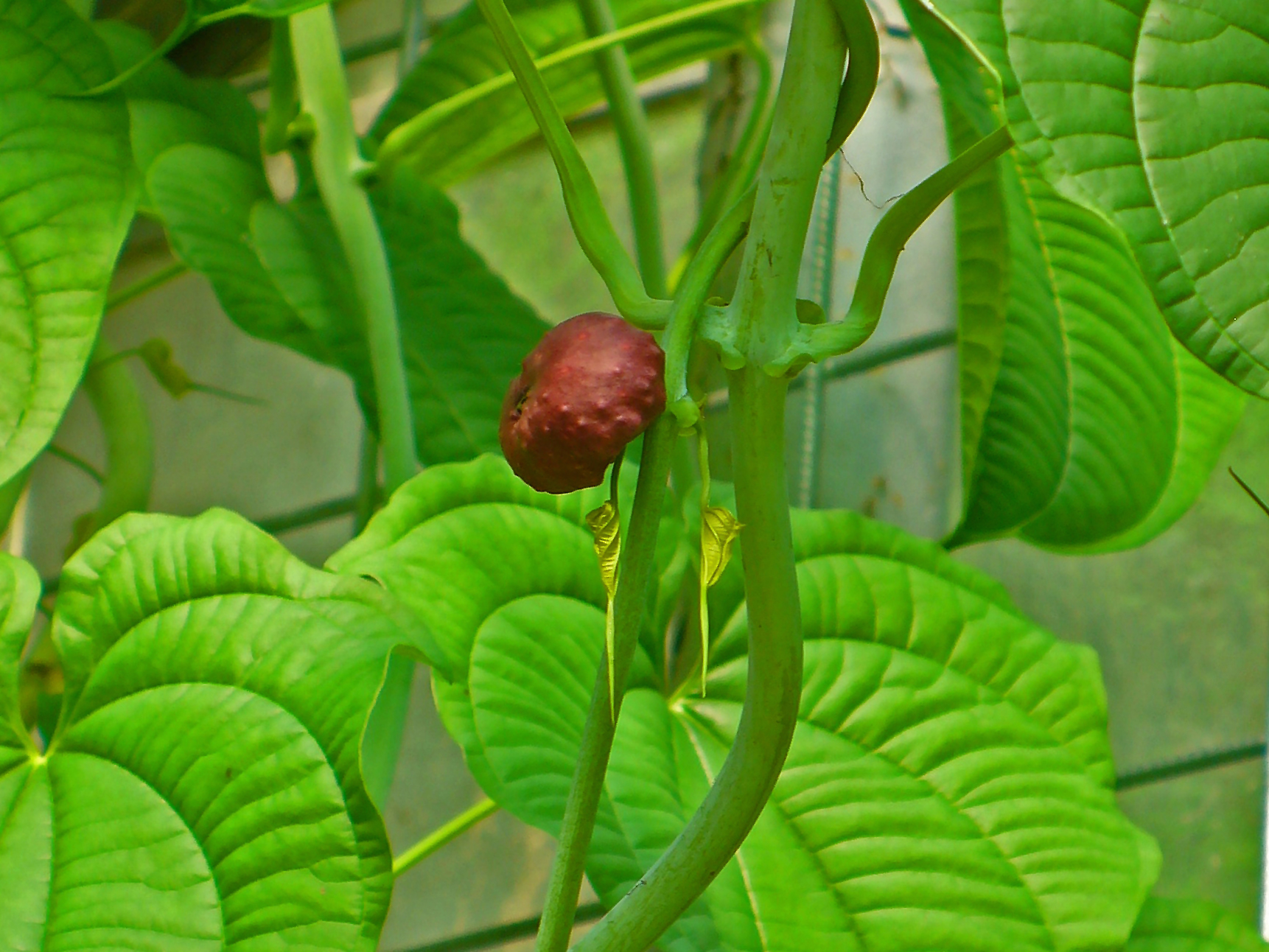